# Het Grote Gebeuren (tv-film)
Het Grote Gebeuren is een geanimeerde kunstfilm, als bewerking voor tv van een magisch-realistisch verhaal van de schrijver Belcampo, uitgezonden op 31 december 1975 door de VPRO. De film duurt 62 minuten. In de film worden gekostumeerde acteurs en gewone acteurs en geanimeerde wezens tegen een geanimeerde en/of getekende achtergrond getoond. Het is deels opgenomen in Rijssen in Overijssel, de plaats waar Belcampo opgroeide en is begraven.
G. Visser speelde Belcampo in de film en C.Disseldorp speelde de bioloog Hendriks. De vertelstem werd ingesproken door Kees Brusse. Het grafisch ontwerp en de regie was door Jaap Drupsteen.
De productie ontving de Zilveren schijf (Nipkowprijs) met als toelichting:  "En wat Jaap Drupsteen met een en ander deed in creatief opzicht, vooral dankzij zijn vermogen het technisch tv-klavier breed te bespelen om die creativiteit tot uitdrukking te brengen, bestempelt hem tot een pionier, waaraan televisie zo dringend behoefte heeft".
Het verhaal is geschreven in 1946 (verschenen in 'Nieuwe verhalen van Belcampo') en wordt met ironie gebracht. Het boek is ook in stripvorm verschenen (EAN 9789081997928) met de titel 'Het grote gebeuren - De getekende versie'.

## Verhaal
De ik-figuur, Belcampo, gaat naar zijn jeugddorp Rijssen in Overijssel. Op een dag valt een buurvrouw gillend flauw, nadat ze een opmerkelijk monster in de slaapkamer ziet. Met de buurman wordt het beest gevangen en ze plaatsen het in een leeg aquarium. Het blijkt de aanloop naar de Dag des Oordeels, gebaseerd op het Bijbelboek Openbaringen, die de opvolgende dag plaatsvindt. De Rijssenaren zien hun angsten uitgebeeld in legers van duivels en engelen die de rekening komen vereffenen en voeren de bevolking af naar hemel en de hel. Het bovennatuurlijke dringt daarbij geleidelijk het gewone leven binnen. De ik-figuur, Belcampo, vertelt wat hij waarneemt.  De verteller trekt een duivelspak om aan de aandacht te ontsnappen. Enkel door zijn schoenen is te zien dat hij een mens is. De wezens gaan op zoek naar de laatste mens. Uiteindelijk wordt hij door engelen naar de hemel gedragen.

## Gebruikte muziek
- Isao Tomita- Preludes: Book I: No. 6: Footprints in the Snow (Album: Snowflakes Are Dancing)]
- Robert Farnon and His Orchestra - Lake of the Woods-14494 (Album : The Music of Robert Farnon Vol. 1/ Leslie Jones and his Orchestra)